# Аніоніти
Аніоні́ти (рос. анионит, [анионообменная смола], англ. anionite [anion exchange resin]) — тверді речовини, смоли, що мають на поверхні аніони, які можуть обмінюватись на інші аніони розчину, після чого останні залишаються зв'язаними з поверхнею.
У хімії води використовується для видалення аніонів з водного розчину шляхом заміни їх на гідроксил-аніони. 
Синонім — аніонобмінні смоли.

## Інтернет-ресурси
- Use of Anionites for Water Softening and Demineralization [Архівовано 9 січня 2021 у Wayback Machine.]